# Ilka Reinhardt
Ilka Reinhardt (geboren 1966 in der DDR) ist eine deutsche Biologin und Wolfsexpertin. Sie ist zusammen mit Gesa Kluth Gründerin und Leiterin des LUPUS – Institut für Wolfsmonitoring und -forschung in Deutschland und des Freundeskreises freilebender Wölfe. Sie wurde vom Sächsischen Staatsministerium für Umwelt und Landwirtschaft zur Wolfsbeauftragten ernannt. Ilka Reinhardt arbeitet mit dem Internationalen Tierschutz-Fonds (International Fund for Animal Welfare, IFAW) und dem NABU zusammen. In Polen hat die Biologin Sabina Nowak eine entsprechende Stellung. Ilka Reinhardt und Sabina Nowak sind Mitglieder der Large Carnivore Initiative for Europe (LCIE) und arbeiten mit dem Consortium CEWolf zusammen.

## Werdegang
In Potsdam und Berlin aufgewachsen absolvierte sie zunächst eine Ausbildung zur Zootechnikerin. Nach der Wende studierte sie Biologie und fand ihren Interessenschwerpunkt in der Wildbiologie. Sie war in Slowenien an einem Bären-Projekt beteiligt, in der Schweiz arbeitete sie über Dachse. Das Thema ihrer Diplomarbeit sind Luchsvorkommen in Slowenien. Nach ihrem Diplom lernte sie in Berlin Gesa Kluth kennen, mit der sie 2003 das Wildbiologische Büro LUPUS in Spreewitz gründete. Wie Sabina Nowak wurde Ilka Reinhardt Mitglied der Large Carnivore Initiative for Europe (LCIE) unter dem Vorsitzenden Luigi Boitani. Sie betreute und förderte nach dessen Vorgaben gemeinsam mit Gesa Kluth die Wiedereinwanderung der Wölfe nach Deutschland. Im Auftrag des Bundesamtes für Naturschutz trugen beide Frauen maßgeblich zur Entwicklung der Wolf-Monitoring-Standards für Deutschland bei. Sie führen Schulungen für Interessenten aus Deutschland und dem benachbarten Ausland durch. Beide sind die Autorinnen des BfN-Skript 201, in dem sie den Günstigen Erhaltungszustand einer Wolfspopulation unter dem populationsgenetischen Aspekt der Vermeidung der Inzuchtdepression definieren. Ilka Reinhardt ist leitende Autorin des BfN-Skript 413 mit den Maßgaben zum Monitoring von Wolf, Luchs und Bär in Deutschland.
Bis 2011 arbeitete Ilka Reinhardt an einer Pilotstudie zum Abwanderungs- und Ausbreitungsverhalten von Wölfen in Deutschland.
In einem Film der Sendereihe Expeditionen ins Tierreich Wölfe in Deutschland – tot oder lebendig, in der die im Truppenübungsplatz Oberlausitz geborenen Hybrid-Welpen von 2003 gezeigt werden, und in der 2017 gesendeten TV-Dokumentation Die Odyssee der einsamen Wölfe war sie eine der Mitwirkenden.

## Veröffentlichungen
- Ilka Reinhardt, Gesa Kluth: Leben mit Wölfen – Leitfaden für den Umgang mit einer konfliktträchtgen Tierart in Deutschland. 2007
- Hermann Ansorge, Maika Holzapfel, Gesa Kluth, Ilka Reinhardt, Carina Wagner: Die Rückkehr der Wölfe (Memento vom 30. März 2019 im Internet Archive). In: Biologie unserer Zeit. Band 40, 2010, Seite 244–253.
- Ilka Reinhardt, Gesa Kluth, Sabina Nowak, Robert W. Mysłajek: A review of wolf management in Poland and Germany with recommendations for future transboundary collaboration 2013
- Ilka Reinhardt, Gesa Kluth: Wölfe in Europa und Deutschland - Status, Verbreitung und Monitoring. LUPUS Institut für Wolfsmonitoring und -forschung in Deutschland 2014.
- Ilka Reinhardt, Gesa Kluth, Sabina Nowak, Robert W. Mysłajek: Standards for the monitoring of the Central European wolf population in Germany and Poland 2015
- Ilka Reinhardt, Petra Kaczensky, Felix Knauer, Georg Rauer, Gesa Kluth, Sybille Wölfl, Ditmar Huckschlag, Ulrich Wotschikowsky: Monitoring von Wolf, Luchs und Bär in Deutschland 2015.
- Ilka Reinhardt als Coautorin in: Luigi Boitani: Leitlinien für Managementpläne für Großraubtiere auf Populationsebene (Memento vom 17. Januar 2022 im Internet Archive). 7. Mai 2007

## Vorträge
2013 sprach Ilka Reinhardt als Referentin auf dem Internationalen Wolfssymposium im Wolfcenter in Dörverden.
2015 informierte sie als Referentin auf der NABU-Wolfskonferenz über den Schutzstatus des Wolfs, die Populationsentwicklung und das Monitoring.